# This House Is Not for Sale
This House Is Not for Sale je třinácté studiové album americké rockové kapely Bon Jovi. Vydáno bylo 4. listopadu 2016 a jedná se o první studiové album, na kterém se nepodílel kytarista Richie Sambora, který kapelu opustil v roce 2013.

## O albu
Album obsahuje celkem dvanáct písní, které dohromady trvají skoro padesát minut. Jako producenti se na albu podíleli John Shanks a zpěvák kapely, Jon Bon Jovi. 12. srpna 2016 vyšel k albu první singl, píseň „This House Is Not for Sale“. Necelý měsíc na to, 9. září, následoval druhý singl, který byl pojmenován „Knockout“. Na tomto albu se jako na své první studiové nahrávce v kapele Bon Jovi podílel nový kytarista Phil X. Ten nahradil Richie Samboru, který kapelu po dlouhých třiceti tří letech v roce 2013 opustil.

## Seznam skladeb
| Pořadí         | Název                      | Autor                                  | Délka |
| -------------- | -------------------------- | -------------------------------------- | ----- |
| 1.             | This House Is Not for Sale | Jon Bon Jovi John Shanks Billy Falcon  | 3:36  |
| 2.             | Living With the Ghost      | Bon Jovi                               | 4:44  |
| 3.             | Knockout                   | Bon Jovi Shanks                        | 3:29  |
| 4.             | Labor of Love              | Bon Jovi Shanks Falcon                 | 5:03  |
| 5.             | Born Again Tomorrow        | Bon Jovi Shanks Falcon                 | 3:33  |
| 6.             | Roller Coaster             | Bon Jovi Chris DeStefano Ashley Gorley | 3:40  |
| 7.             | New Year's Day             | Bon Jovi Falcon                        | 4:27  |
| 8.             | The Devil's in the Temple  | Bon Jovi Falcon                        | 3:19  |
| 9.             | Scars on This Guitar       | Bon Jovi Falcon Brett James            | 5:05  |
| 10.            | God Bless This Mess        | Bon Jovi                               | 3:23  |
| 11.            | Reunion                    | Bon Jovi                               | 4:14  |
| 12.            | Come On Up to Our House    | Bon Jovi Shanks                        | 4:35  |
| Celková délka: | Celková délka:             | Celková délka:                         | 49:08 |

| Bonus (Deluxe Edice) | Bonus (Deluxe Edice)  | Bonus (Deluxe Edice)   | Bonus (Deluxe Edice) |
| Pořadí               | Název                 | Autor                  | Délka                |
| -------------------- | --------------------- | ---------------------- | -------------------- |
| 13.                  | Real Love             | Bon Jovi Falcon        | 4:34                 |
| 14.                  | All Hail the King     |                        | 4:54                 |
| 15.                  | We Don't Run          | Bon Jovi Shanks        | 3:17                 |
| 16.                  | I Will Drive You Home |                        | 4:42                 |
| 17.                  | Goodnight New York    | Bon Jovi Shanks Falcon | 3:53                 |

## Sestava
- Jon Bon Jovi – zpěv
- Phil X – kytara, doprovodný zpěv
- Hugh McDonald – baskytara, doprovodný zpěv
- Tico Torres – bicí, perkuse
- David Bryan – klávesy, doprovodný zpěv